# تيموثي أوكونور (لاعب اتحاد الرغبي)
تيموثي أوكونور (بالإنجليزية: Timothy O'Connor)‏ هو لاعب اتحاد الرغبي نيوزيلندي، ولد في 1860، وتوفي في 5 فبراير 1936 في أوكلاند في نيوزيلندا.